# 존 F. 케네디
존 피츠제럴드 케네디(영어: John Fitzgerald Kennedy, 1917년 5월 29일 ~ 1963년 11월 22일) 또는 약어로 JFK는 미국의 제35대 대통령이다.  제2차 세계 대전 동안 남태평양에서 PT-109 고속 어뢰정의 해군 장교로 근무했고, 1948년부터 1953년까지 하원, 1953년부터 1960년까지 상원으로 미국 의회에 있었으며, 1960년에 대통령에 당선되었다.
케네디는 대통령직에 1961년 1월 20일부터 1963년 11월 22일까지 있었고, 임기 동안에 피그스만 침공, 쿠바 미사일 위기, 베를린 장벽, 우주 경쟁, 베트남 전쟁 간접 개입, 흑인 민권 운동 등 많은 일이 일어났었다.
다만, 케네디는 당시 미국 대통령 중에서 유일한 로마 가톨릭 신자라는 점과, 상류사회에서 잉글랜드계 혈통에 밀리던 아일랜드계 혈통 때문에 기독교 근본주의를 내세운 미국 공화당 세력이나 영국 보수당 세력에 심한 반발과 논쟁을 불러 일으키며, 반유대주의 반영 제국주의를 내세우며 팔레스타인을 지지하는 아일랜드의 공화주의 반영국 제국주의 무장단체인 아일랜드의 IRA를 강력하게 지지하면서 이스라엘 우익 단체에 대한 상당한 불편한 감정을 불러오기도 했다.

## 생애

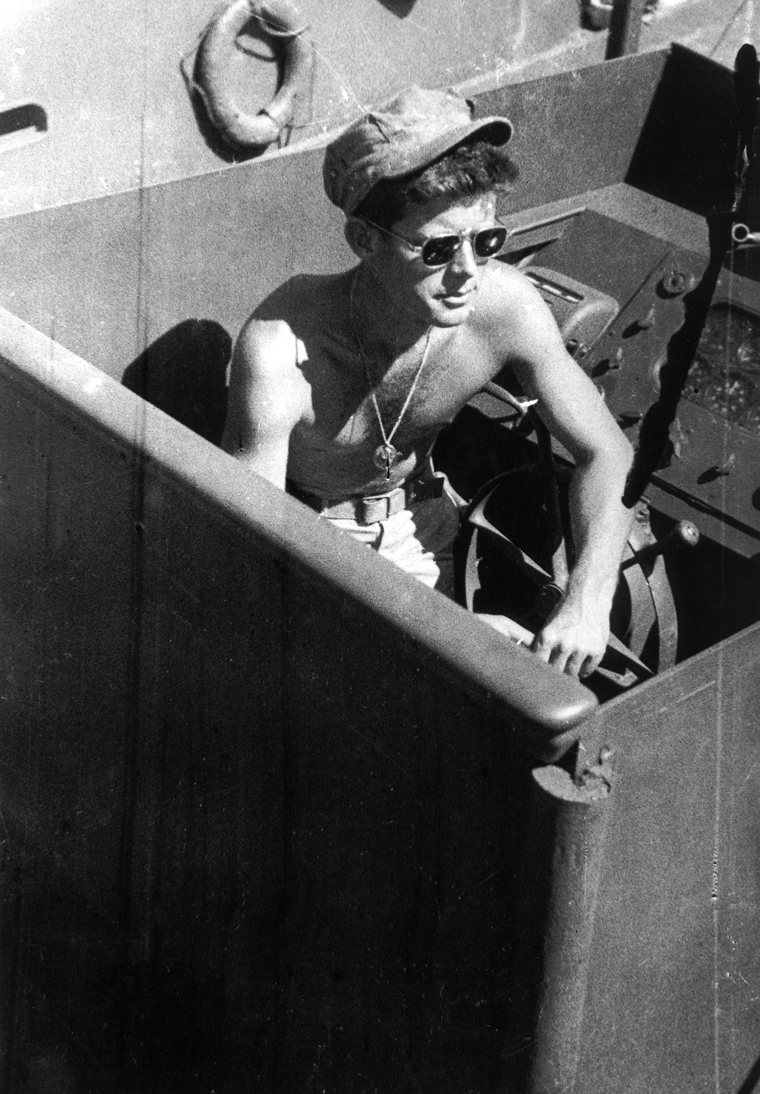
해군 중위 시절 PT 109호에서

존 F. 케네디는 1917년 5월 29일 미국 매사추세츠주 브루클라인 빌즈가 83번지에서 태어났다. 케네디 집안은 아일랜드인의 후손으로 19세기 후반 아일랜드에 닥친 대기근으로 말미암아 미국 매사추세츠주로 이주한 가톨릭 집안이다. 개신교가 사회의 주류여서 직업 선택에서 차별받던 로마 가톨릭교회 집안 출신이었는데, 그 집안 형제 가운데 한명쯤 대통령이 나오기를 원했던 대(大) 조지프 P. 케네디의 아들로 태어나 1940년 하버드 대학에서 국제관계학을 전공하고 쿰 라우데 급 우수한 성적으로 졸업한 다음 태평양 전쟁 중에 해군으로 복무했다.

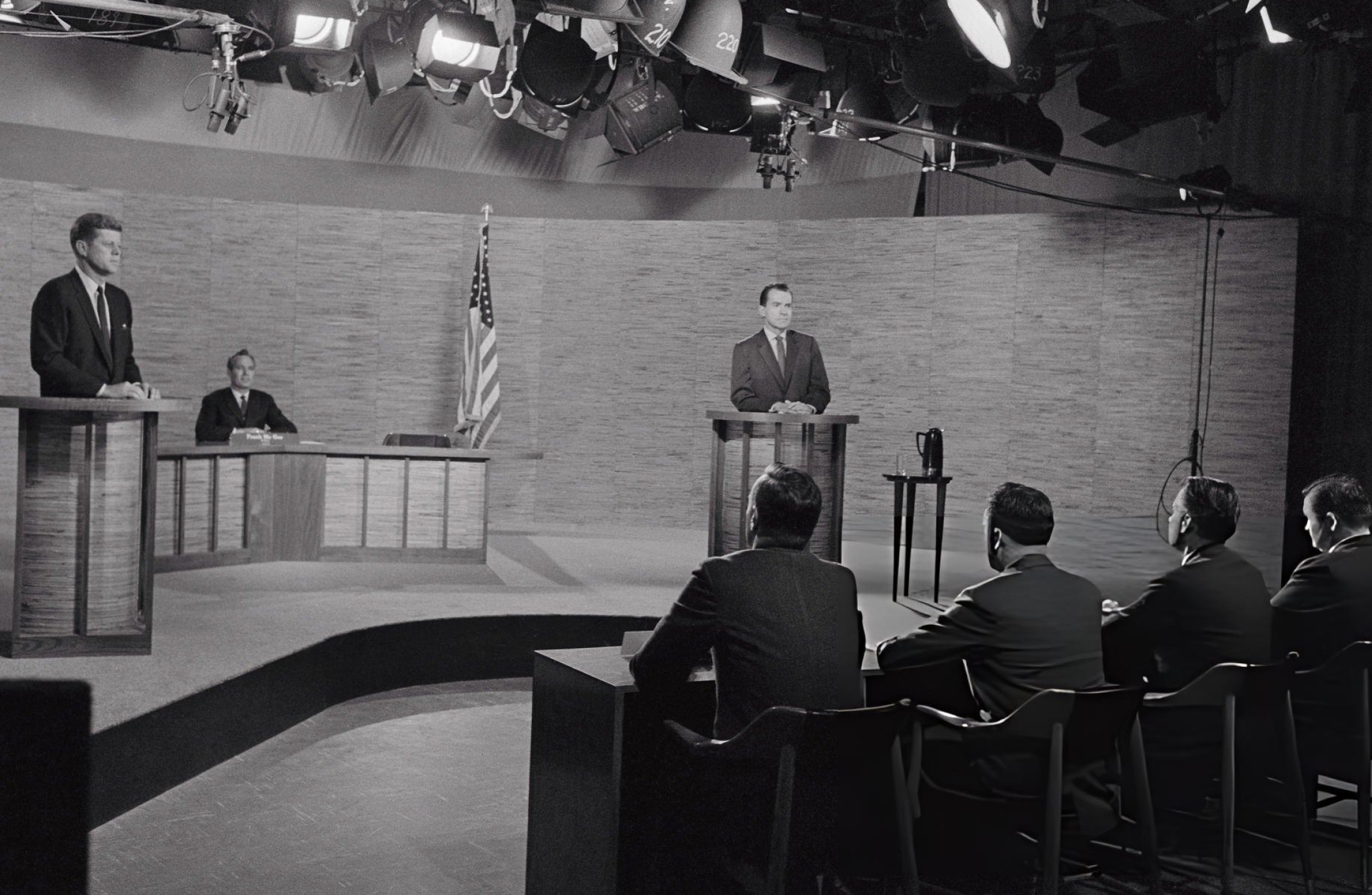
케네디와 닉슨 간의 토론

1950년대를 전후하여 민주당 정치인으로 두각을 드러냈고 1960년의 대통령 선거에서 닉슨 공화당 후보를 누르고, 미국 역사상 최연소 대통령으로 당선되었다. 유세 도중 그는 미국이 소련보다 핵무기 개발 경쟁에서 뒤졌기 때문에 '미사일 격차'를 줄여야 한다고 강조했다.
오하이오주의 선거인단을 장악하지 못했음에도 대통령에 당선되었기에 오하이오주에서 패배한 후보는 미국 대통령에 당선되지 못한다는 이른바 '오하이오 징크스'를 깬 유일한 대통령이다.

## 대통령 재임

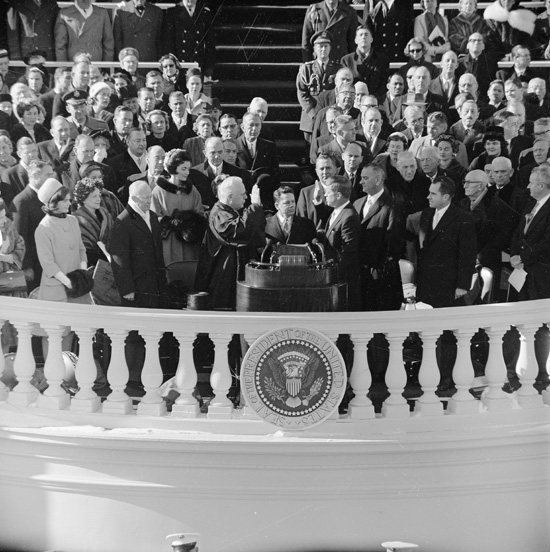
취임식을 올리는 케네디

유럽에서의 베를린 위기와 카리브해에서의 쿠바 미사일 위기가 그에게 부담이 되었으나 극복하였으며, 핵 실험 금지 조약을 성사시켰다.

### 뉴 프런티어
미국 민주당 대통령 후보로 지명된 케네디가 행한 대통령 후보 수락 연설에서 주장한 새로운 개척자 정신을 말한다. 1961년 4월 입법부 의원들은 경제적으로 불황적인 지역들에 원조를 찬성하였다. 5월에 의회는 1시간 당의 임금을 1 달러에서 1 달러 25 센트로 증대하는 데 찬성하였다. 1962년 9월 의회는 케네디의 무역 확장 결의서를 통과시켰다. 결의서는 대통령에게 관세를 삭감하는 데 넓은 권력을 주어 미국이 유럽 경제 공동체 국가들과 자유롭게 무역을 할 수 있도록 하였다.
케네디의 가장 성공적인 프로그램들 중의 하나는 미국 평화 봉사단이었다. 1961년 3월 행정적 명령에 의하여 착수되었고, 후에 의회에 의하여 공인되었다. 평화 봉사단은 개발도상국들에 수천명의 미국인들을 보내어 그들의 생활 기준들을 늘였다.
케네디는 또한 주요 입법상 패배를 만나기도 하였다. 의회는 내각 수준의 도시 문제부와 연령자들을 위한 의료 계획을 거절하였다. 2개의 계획은 후에 린든 B. 존슨의 대통령 입기 때에 통과되었다. 케네디의 농장 프로그램도 또한 패배를 겪었다.
재래식 병기의 증가에 의하여 국가의 국방 정책들을 인정하였으며, 비핵무기 전쟁들을 준비하고 핵무기 사용을 피하는 모든 노력들을 만들기를 원하였다.

### 흑인 민권 운동

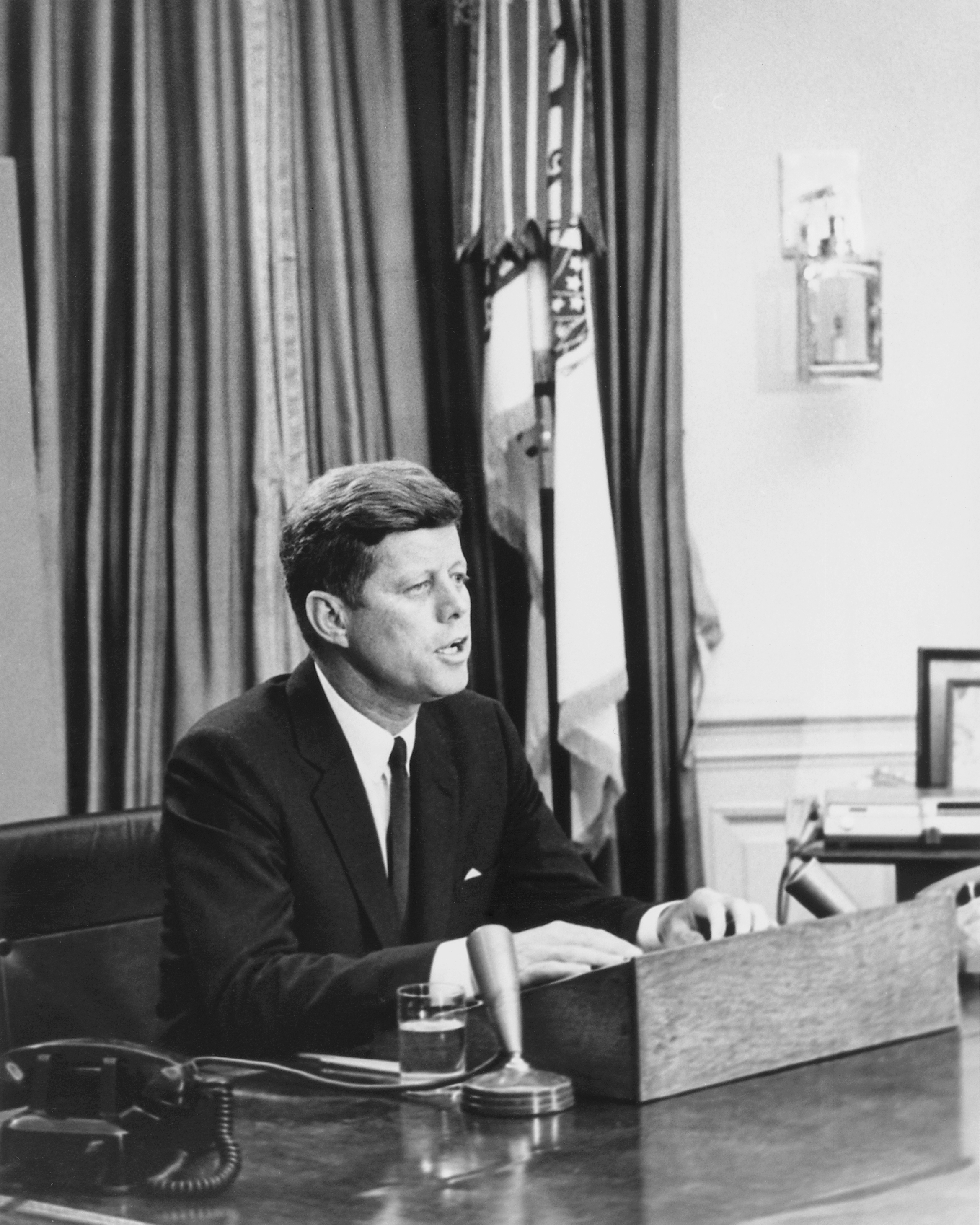
민권 운동에 강연하는 케네디

아프리카계 미국인들의 동등한 권리를 위한 주장들은 케네디 정권 도중의 주요 국내적 논점이 되었다. 1961년 지방의 분리적 법률들을 시험하기 위하여 흑백인들을 포함한 비폭력적 단체 "자유의 기수"는 버스를 타고 앨라배마주 몽고메리에 들어갔다. 백인 폭동자들이 그들을 공격하자, 당시 로버트 케네디 법무 장관은 질서를 복구하는 도움을 주기 위하여 도시에 연방 보안관들을 보냈다. 1962년 수많은 반대에 불구하고 제임스 메러디스는 미시시피 대학교에 처음으로 등록된 흑인 학생이 되었다.
1963년 동등한 인권과 경제적 권리들을 위한 흑인들의 주장들이 증가하였다. 미국 전역을 통하여 인종적 항의와 데모들이 일어났다. 5월에 버밍햄에서 폭동이 일어나자, 다음 달에 케네디는 앨라배마 대학교에 흑백인의 공동 입학을 집행하도록 앨라배마 주군을 연방화하였다. 9월에는 앨라배마 주의 3개의 도시들에서 학교들의 공동 입학을 보증하기 위하여 다시 주군을 연방화하였다. 8월 28일에는 워싱턴 D.C.에서 흑인들의 동등한 권리를 위한 요구를 데모하기 위하여 200,000명의 사람들이 "자유의 행렬"을 결성하였다.
흑인들의 주장들의 증가를 만나면서 케네디는 인종에 상관없이 공공장소들에 손님들을 허락하는 데 입법을 통과시키기를 의회에 청하였지만 통과되지 않았다.

### 쿠바 미사일 위기
1959년 피델 카스트로와 체게바라가 이끌었던 쿠바 혁명으로 사회주의 정권이 들어서자, 미국은 아이젠 하워 정부때부터 사회주의 정부를 전복시키기 위한 계획에 착수했다. 1961년 4월 17일 망명한 쿠바인 반란군들이 쿠바혁명으로 수립된 피델 카스트로정권을 무너뜨리는 데 자기들의 모국을 침공하였다. 폭력은 큰 실패로 끝나고 말았으며, 침투했던 1,500명 중 114명이 전사하고 1189명이 쿠바 혁명군의 포로로 붙잡혔다. 케네디의 쿠바 전복 작전은 실패로 끝났고, 그는 대통령으로서 미국에 의하여 계획된 불행한 침입을 위한 책임을 받아들였다.
소비에트 연방이 쿠바에 미사일을 세우는 것을 미국이 알아내자 1962년 10월에 또 다른 위기들이 일어났다. 케네디는 해군에게 쿠바를 봉쇄하는 명령을 내렸다. 군함들은 쿠바에 소비에트 연방의 미사일을 배달하는 배들을 돌려보내는 데 명령을 받았다. 또한 임무를 수행하기 위하여 대략 14,000명의 공군 예비병들을 부르기도 하였다.
1주 동안 전쟁은 좋아보였다. 그러고나서 니키타 흐루쇼프 소비에트 연방 총리는 모든 소련 미사일들을 철수시킬것을 명령하였다. 그러고나서 케네디는 해상봉쇄를 해제했다.

### 베트남 전쟁의 개입
1954년 디엔비엔푸 전투 이후 제네바 협정에 따라 베트남은 남북분단 되었다. 미국의 아이젠 하워 정부는 분단된 남베트남에 응오딘지엠을 내세워 친미 정권을 수립했고, 응오딘지엠 정권에 대한 물적 인적 지원을 아까지 않았다. 응오딘지엠 독재 정권의 부정부패로 인하여 1960년 남베트남에서 남베트남민족해방전선이른바 베트콩이 자생적으로 창설되었다. 이에 대한 대응으로 케네디 정부는 미국의 베트남 전쟁에 대한 개입 정책을 더 노골적으로 바꾸었다.
케네디는 응오딘지엠 정권을 지키기 위해 남베트남에 주둔한 미군사고문단의 숫자를 증강시켰으며, 그 숫자는 1963년 불과 2년 만에 900명에서 16,000명으로 증가했다. 1962년 2월 케네디는 폴 하킨스를 사령관으로 하는 베트남군사원조사령부 즉 MAC-V를 수도 사이공에 설치하고, 12월에는 그 숫자가 이미 9,865명으로 증가했다. MAC-V 설치 10개월 안에 그 숫자가 2배나 증가한 수치였다. 또한 응오딘지엠 정권의 전략촌 건설과 베트콩 소탕에도 적극적으로 관여 했으며, 1961년 네이팜 폭탄 투하와 에이전트 오렌지(Agent Orange)와 같은 인체에 치명적으로 해로운 고엽제 살포를 공식적으로 허용했다. 전략촌의 숫자는 1963년 가을까지 전국적으로 8,679개에 달했는데, 포로수용소나 강제집단수용소와 같은 이주에 농민들이 크게 반발하였으며, 대부분의 전략촌은 농민의 지지를 받은 베트콩에 의해 파괴되었다.
이러한 물적 인적 지원에도 불구하고 부정부패했던 남베트남군은 1963년 압박 전투에서 최소 6 대 1의 압도적인 군사력과 최신식 장갑차량 그리고 전투 헬기를 동원했음에도 불구하고 처참한 패배를 맛보았다.
당시 케네디의 대 베트남 정책은 전면적인 개입이 아닌, 군사고문단 형식의 남베트남 정권 지원이었다. 또한 케네디는 베트남 전쟁에 대규모 지상병력을 파견하려는 생각은 없었다는 것이 이후에 밝혀졌다. 그의 동생 로버트 케네디와 로버트 맥나마라, 아서 슐레신저 주니어 그리고 마이크 맨스필드 등이 케네디의 베트남 철수 의지가 분명했다고 주장했다. 1967년 로버트 케네디는 대니얼 엘스버그와의 인터뷰에서 다음과 같이 증언했다.
“우리는 거기 있어봤으니까요! 거기 있었단 말입니다. 1951년에 우리는 프랑스군이 어떤 일을 당했는지 똑똑히 봤습니다. 분명히 봤다고요. 형님은 단호했습니다. 단호했어요. 절대 우리는 그런 일을 당해서는 안 된다고 생각했어요.”— 아무도 말하지 않는 미국 현대사 p.519

### 연설

#### 취임 연설
존 F. 케네디 대통령의 취임 연설은 마틴 루터 킹 주니어의 '나에게는 꿈이 있습니다' 연설과 함께 20세기 미국을 대표하는 명연설로 유명하다.
| “ | 조국이 여러분을 위해 무엇을 할 수 있는가를 묻지 말고, 여러분이 조국을 위해 무엇을 할 수 있는가를 물으십시오. | ” |
|   | — 존 F. 케네디 대통령의 취임 연설 중                                                                         |   |

#### 서베를린 연설

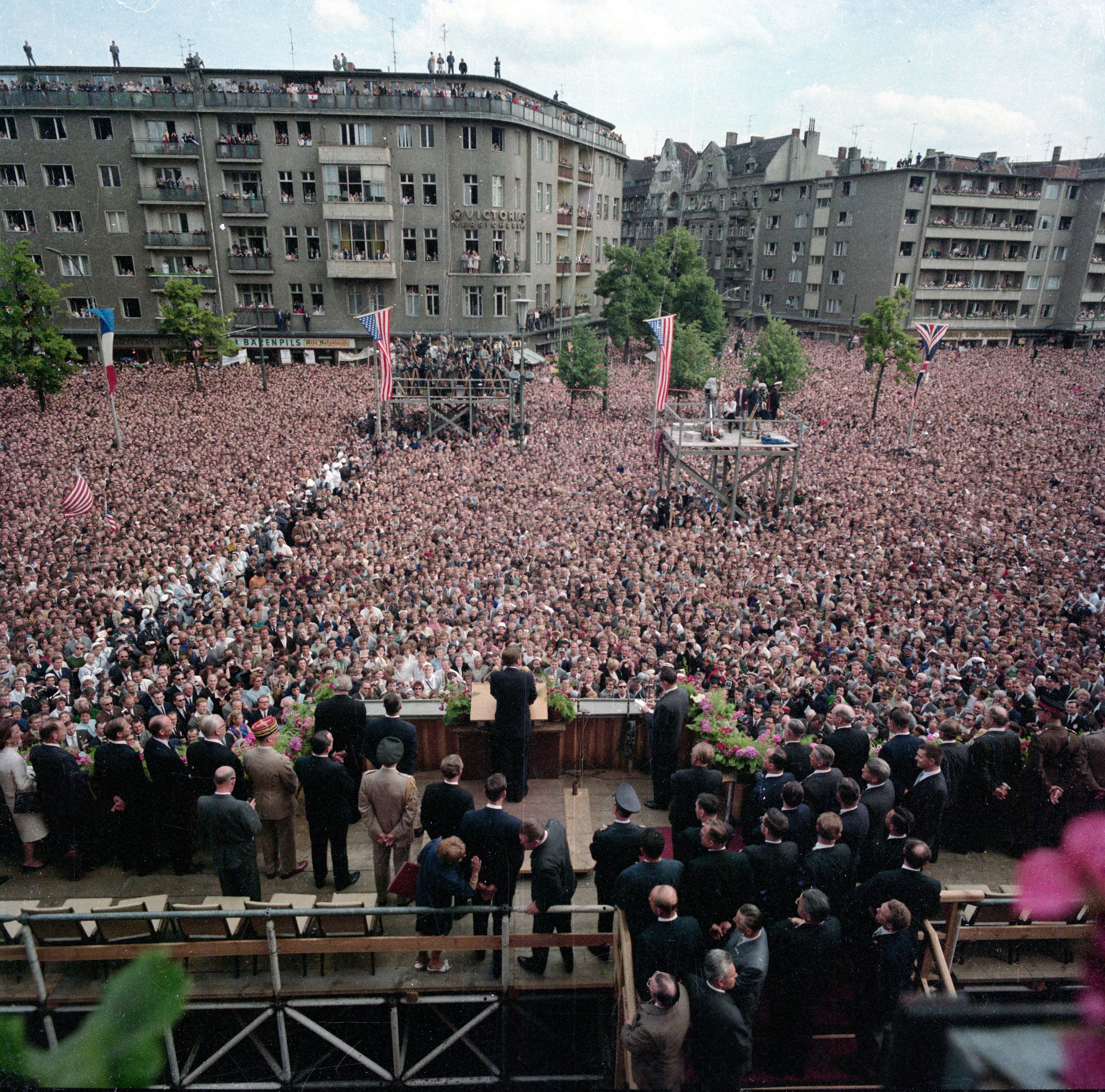
서베를린 연설의 현장

1963년 6월 26일 서베를린을 방문하여 공산주의를 비판하는 연설을 하였다. 베를린 장벽 설치를 공산주의의 실패의 증거로 삼으며 이렇게 말했다.
| “ | 모든 자유인은 그들이 어디에 있건 베를린 시민이라 할 수 있으므로 저 또한 자유인의 한 사람으로서 '나는 베를린 사람입니다(독일어: Ich bin ein Berliner.).'라고 말할 수 있는 것이 자랑스럽습니다. | ” |

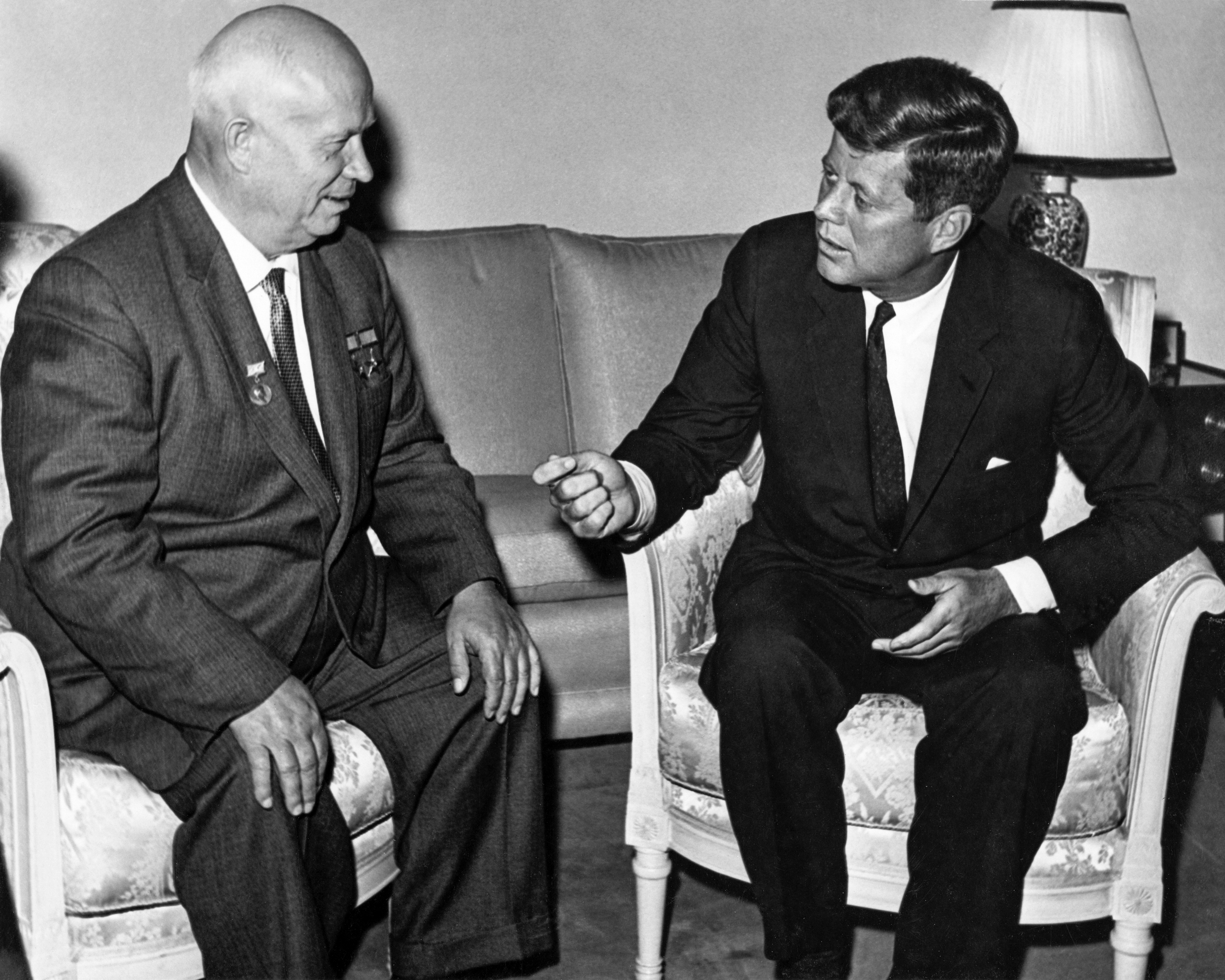
흐루쇼프와 회담에서

서베를린 시민의 5/6이 거리에 나왔으며 케네디 자신도 놀랐다고 하였다.
1961년 오스트리아 빈에서 흐루쇼프와 회담하면서 베를린에 관하여 논의하였다. 아무것도 해결되지 않고 위기만 더욱 깊어졌다. 미·소 양국은 군사력을 증가시켰다. 8월에 동독인들은 서베를린으로 탈출하는 시민들을 막기 위하여 동·서베를린 사이에 장벽을 세웠다. 케네디는 미국의 군사 방어를 강화하기 위하여 주군들과 예비군들을 약 145,000명이나 동원하였다.

## 암살 사건

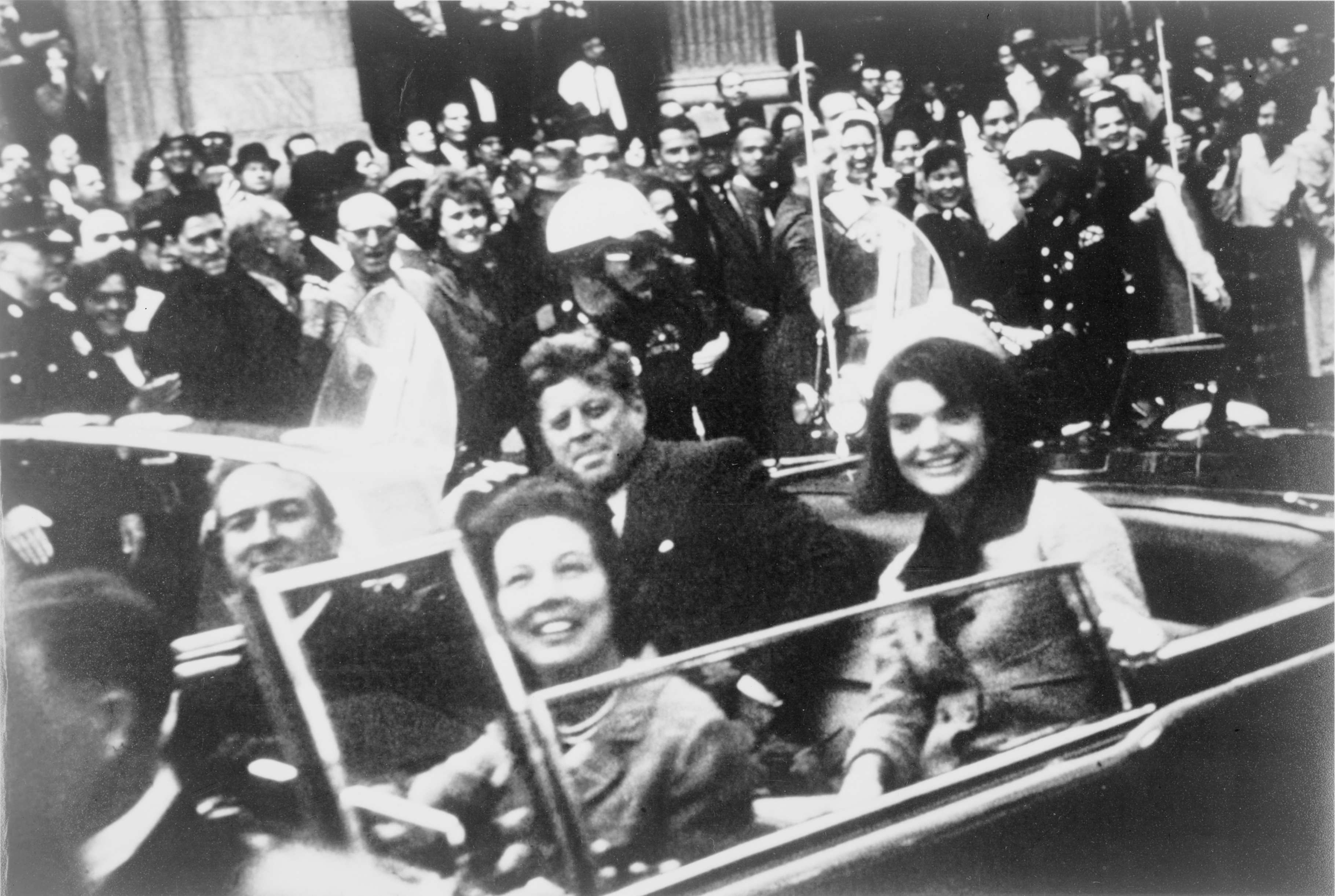
암살 직전의 케네디

1963년 11월 22일 케네디는 부인 재클린 부비에르와 존슨 부통령 부부와 함께 자신의 재선을 위하여 계획세운 1964년 대통령 선거 운동 전에 텍사스주의 민주당 회의에서 갈라짐을 고치기 위하여 댈러스에 내려왔는데 리무진에 타고 있던 중 리 하비 오스월드에게 암살당하고 말았다. 향년 47세.
장례는 국장으로 치러졌으며, 세계 92개국의 국가원수와 사절단들이 참석하였다. 대통령직은 부통령이었던 존슨이 승계했다.
뉴욕 아일드와일드 국제공항의 명칭이 이 사건을 추념하여 존 F. 케네디 국제공항으로 바뀌었다.

## 비판

### 한국 관련 발언
1962년 4월 30일 백악관 노벨상 수상자 축하 만찬에서 이루어진 펄 벅과의 아시아 문제에 관한 짧은 대화에서 케네디는 "일본 보고 한국 재건을 도우라고 하는 것에 대해 어떻게 생각하냐"며 자문을 구했고, 놀란 펄 벅은 자신이 집필한 'The Living Reed'를 읽어보라고 권했다고 한다.

## 재평가
케네디의 사후 이후 시간이 지나면서 알려진 그의 여러 업적들도 다시 평가 받는 분위기다. 쿠바 미사일 위기 해결이 미국 근해에 공산 정부(쿠바)를 유지하고 장기 군비 확장을 자극한 사건으로, 베트남전 역시 과거에는 미국인의 목숨을 지키기 위해 베트남 철수를 지시한 지도자의 이미지였으나, 최근 비밀 해제된 자료에 의하면 정치적 목적에 의해 베트남전을 확대했던 것으로 밝혀졌다. 또한 미국의 역사 기술이 '성공의 기록'에서 '미국도 잘못이 있고 결점이 있다, 그의 결점 역시 인정해야 한다.'라는 수정주의로 돌아선 영향이 있다.

### FED에서 국립중앙은행으로의 조폐권 이행 시도
당시 미국 정부는 미 연방준비제도이사회의 연방 준비 은행에서 지폐를 발행해왔고, 현재까지도 운영되어오고 있다. 이 은행은 대통령이 임명하고 상원이 승인한 7명의 이사들로 구성된 이사회를 바탕으로 하나, 소수의 국제민간금융업자들 소유의 사설 은행이었고 현재까지 정부로부터 철저한 독립성을 유지하고 있다. 케네디는 국가 재정의 기반을 확고히 하고자 헌법상의 조폐권(지폐를 발행하는 권리)을 가진 새 국립중앙은행으로 교체하려 했지만 서거 후 이 정책은 무산되었다.

## 트리비아
- 박정희와 나이가 동일하다. 둘 다 1917년 생이다.

### 링컨과의 연관성
존 F. 케네디는 에이브러햄 링컨 대통령과 일치하는 점이 많으며 다음은 공통점의 일부이다.
- 두 대통령 모두 금요일에 총에 맞아 죽었다는 점.
- 두 대통령 모두 부인 앞에서 죽었다는 점.
- 두 대통령 모두 머리에 총을 맞고 사망하였다는 점.
- 두 대통령을 암살한 범인은 재판 없이 의문사를 당했다는 점.
- 그의 부인은 백악관에서 자식을 잃었다는 점.
- 두 대통령이 하원의원에 당선된 때와 취임한 때가 1846년과 1946년이라는 점.
- 두 대통령이 대통령에 당선된 때와 취임한 때가 1861년과 1961년이라는 점.
- 두 대통령 모두 테쿰세의 저주를 당했다는 점.
- 그의 후계자의 성이 존슨이라는 점 - 앤드루와 린든 B(두 대통령이 민주당 소속).
- 그 두 후계자 존슨은 100년 차이라는 점 - 1808년생과 1908년생.
- 그 두 후계자들은 모두 대통령이 암살된지 10년뒤에 죽었다는 점
- 그의 부인은 프랑스어를 할 수 있었다는 점 - 메리 토드와 재클린 부비에르
- 두 대통령 모두 흑인들을 위해 애를 썼던 점 - 노예 해방과 민권 운동.
- 로버트와 에드워드란 친족이 있었다는 점 - 케네디의 동생들과 링컨의 아들들.
- 두 대통령의 초상화가 모두 미국의 동전에 그려진 점.
- 링컨 대통령은 포드 극장에서, 케네디 대통령은 포드 자동차 회사에서 만든 링컨 컨티넨탈 차를 타고 가다가 암살당했다는 점.

## 가족 관계

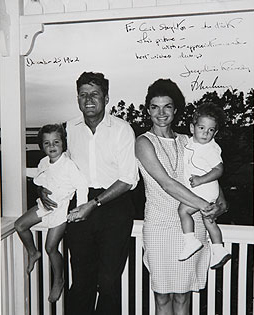
케네디 가족 (1962년 크리스마스)

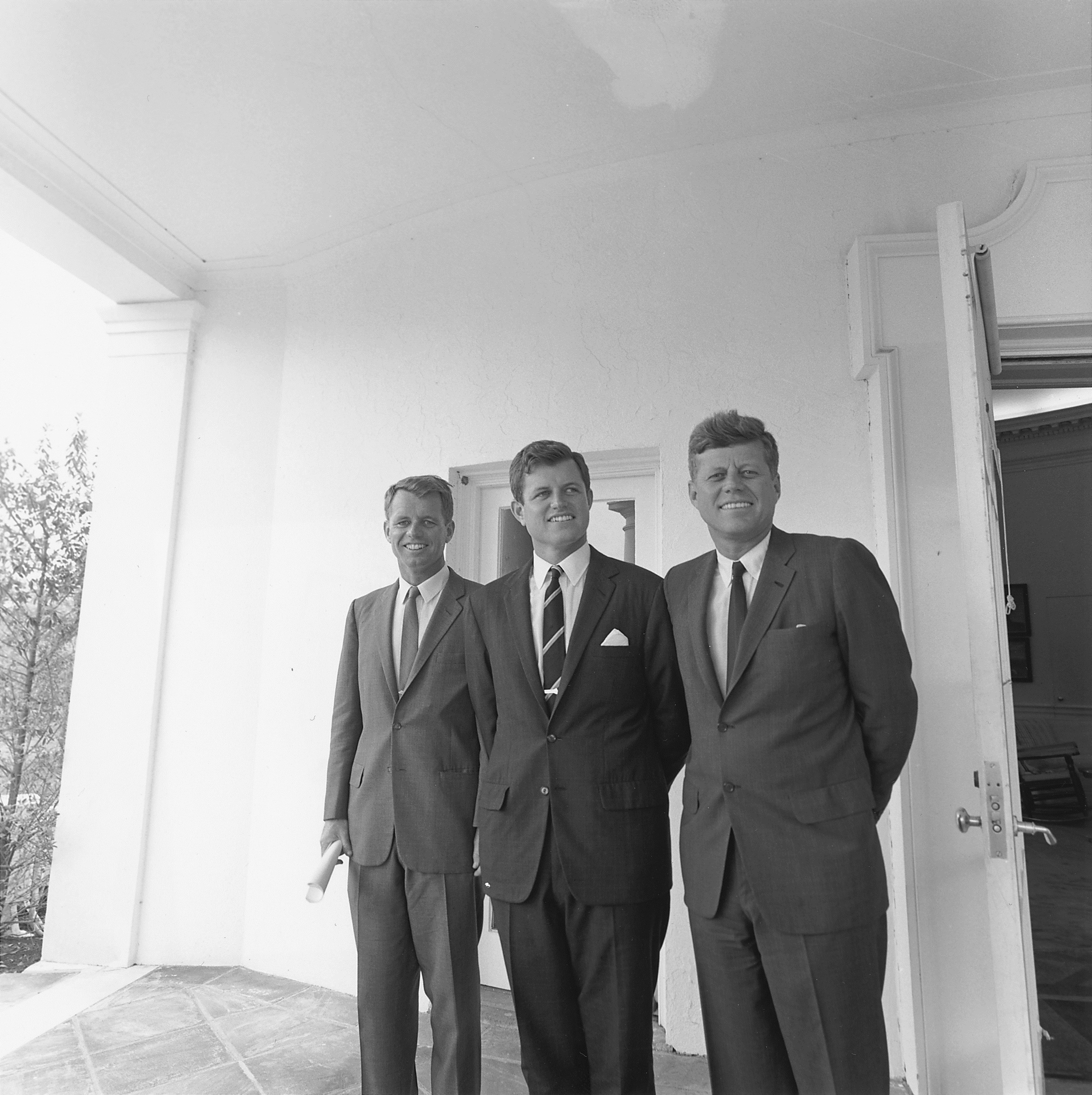
케네디 형제. 좌로부터 법무 장관 로버트 F. 케네디, 연방 상원 에드워드 M. 케네디와 대통령 존 F. 케네디

- 아버지 : 조지프 패트릭 케네디(Joseph Patrick Kennedy, 1888년 9월 6일 ~ 1969년 11월 18일)
- 어머니 : 로즈 케네디(Rose Kennedy, 1890년 7월 22일 ~ 1995년 1월 22일-보스턴 시장과 의원을 지낸 존 F. 피츠제럴드의 딸)
  - 배우자 : 재클린 케네디 오나시스(1929년 7월 28일 ~ 1994년 5월 19일)
    - 장녀 : 아라벨라 케네디(Arabella Kennedy, 1956년 8월 23일 ~ 8월 23일) - 사산
    - 차녀 : 캐럴라인 케네디(Caroline Bouvier Kennedy, 1957년 11월 27일 ~ )
    - 장남 : 존 F. 케네디 주니어(John Fitzgerald Kennedy Jr., 1960년 11월 25일 ~ 1999년 7월 16일)
    - 차남 : 패트릭 부비에 케네디(Patrick Bouvier Kennedy, 1963년 8월 7일 ~ 8월 9일) - 조졸

  - 형 : 조지프 패트릭 케네디 주니어(Joseph Patrick Kennedy Jr., 1915년 7월 25일 ~ 1944년 8월 12일) - 조지프의 장남, 미국 해군 대위, 2차 대전 중 전사
  - 여동생 : 로즈 마리 케네디(Rose Marie Kennedy, 1918년 9월 13일 ~ 2005년 1월 7일) - 조지프의 장녀, 정신지체와 뇌수술 실패로 수용시설에서 지냄
  - 여동생 : 캐슬린 애그니스 케네디(Kathleen Agnes Kennedy, 1920년 2월 20일 ~ 1948년 5월 13일) - 조지프의 차녀, 프랑스에서 비행기 사고로 사망
  - 여동생 : 유니스 메리 케네디(Eunice Mary Kennedy, 1921년 7월 10일 ~ 2009년 8월 11일) - 조지프의 삼녀, 스페셜 올림픽 창시자, 딸 마리아 O. 슈라이버가 영화 배우 아널드 슈워제네거와 결혼했으나 2017년 이혼
  - 여동생 : 패트리샤 헬렌 케네디(Patricia Helen Kennedy, 1924년 5월 6일 ~ 2006년 9월 17일) - 조지프의 사녀, 남편은 피터 로퍼드 (1966년 이혼)
  - 남동생 : 로버트 프랜시스 케네디(Robert Francis Kennedy, 1925년 11월 20일 ~ 1968년 6월 6일) - 조지프의 삼남, 제64대 미국 법무 장관, 미국 상원의원 (뉴욕주 선출, 1965년 ~ 1968년), 로스앤젤레스에서 암살 당함
  - 여동생 : 진 앤 케네디 스미스(Jean Ann Kennedy, 1928년 2월 20일 ~ 2020년 6월 17일) - 조지프의 오녀, 클린턴 정부 시절 아일랜드 주재 미국 대사
  - 남동생 : 에드워드 무어 케네디(Edward Moore Kennedy, 1932년 2월 22일 ~ 2009년 8월 25일) - 조지프의 사남, 미국 상원의원 (매사추세츠 선출 1962년 ~ 2009년), 아내는 변호사의 빅토리아 레지 케네디

## 같이 보기
- 케네디 대통령 암살 사건에 대한 의혹
- 케네디가의 저주
- 링컨과 케네디의 공통점

## 역대 선거 결과
| 선거명      | 직책명                           | 대수 | 정당   | 득표율  | 득표수 (선거인단)    | 결과 | 당락                       |
| ----------- | -------------------------------- | ---- | ------ | ------- | -------------------- | ---- | -------------------------- |
| 1946년 선거 | 하원의원 (매사추세츠 제11선거구) | 80대 | 민주당 | 71.87%  | 69,093표             | 1위  | 매사추세츠주 하원의원 당선 |
| 1948년 선거 | 하원의원 (매사추세츠 제11선거구) | 81대 | 민주당 | 100.00% | 106,366표            | 1위  | 매사추세츠주 하원의원 당선 |
| 1950년 선거 | 하원의원 (매사추세츠 제11선거구) | 82대 | 민주당 | 82.28%  | 87,699표             | 1위  | 매사추세츠주 하원의원 당선 |
| 1952년 선거 | 상원의원 (매사추세츠 제1부)      | 83대 | 민주당 | 51.35%  | 1,211,984표          | 1위  | 매사추세츠주 상원의원 당선 |
| 1958년 선거 | 상원의원 (매사추세츠 제1부)      | 86대 | 민주당 | 73.20%  | 1,362,926표          | 1위  | 매사추세츠주 상원의원 당선 |
| 1960년 선거 | 미국의 대통령                    | 36대 | 민주당 | 49.72%  | 34,226,731표 (303명) | 1위  |                            |